# Pseudonicsara minuta
Pseudonicsara minuta är en insektsart som beskrevs av Sigfrid Ingrisch 2009. Pseudonicsara minuta ingår i släktet Pseudonicsara och familjen vårtbitare. Inga underarter finns listade i Catalogue of Life.